# Diloa pudens
Diloa pudens är en stekelart som först beskrevs av Tosquinet 1903.  Diloa pudens ingår i släktet Diloa och familjen brokparasitsteklar. Inga underarter finns listade i Catalogue of Life.